# 마니풀루스

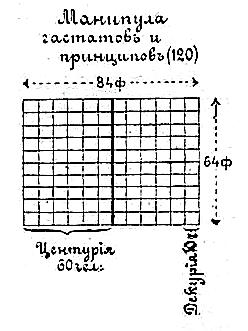
마니풀루스

마니풀루스 (라틴어: manipulus, 글자 그대로의 뜻은 "한 줌")는 삼니움 전쟁 (기원전 343년-기원전 290년) 동안 삼니움인들에게서 도입한 로마 군단의 전술 단위이다. 또한 마니풀루스가 가지고 다니던 군기의 명칭이기도 하다.
마니풀루스 병사들은 8명으로 이뤄진 소규모의 콘투베르니움을 제외하면 무장을 한 전우를 콤마니풀라레스 (commanipulares, 단수형: 콤마니풀라리스, commanipularis)라고 불렀다.

## 역사
마니풀루스 체계는 제2차 삼니움 전쟁 기간인 기원전 315년 경에 도입되었다. 전쟁이 벌어져 교전한 삼니움의 바위투성이의 지형은 로마인들이 에트루리아인들로부터 물려받은 팔랑크스 진형을 조작하는데 기본적으로 취약했다. 이 시기 에트루리아인들과 라틴인들의 대부분 전투 부대들은 본래 그리스의 팔랑크스 부대로부터 물려받은 그리스 방식의 호플리테스 팔랑크스로 이뤄졌다.
카우니데 분기점에서 저항없이 전체 군단이 항복하며 절정에 다다른 몇번의 패배를 겪은 후, 로마인들은 팔랑크스 전술을 폐지와 함께 “이음매가 있는 팔랑크스”라고 여겨지며 유명한 조금 더 유연한 마니풀루스 체계를 도입하였다.
마니풀루스 체계는 기원전 107년 마리우스 군제개혁으로 폐지된다.

## 구조

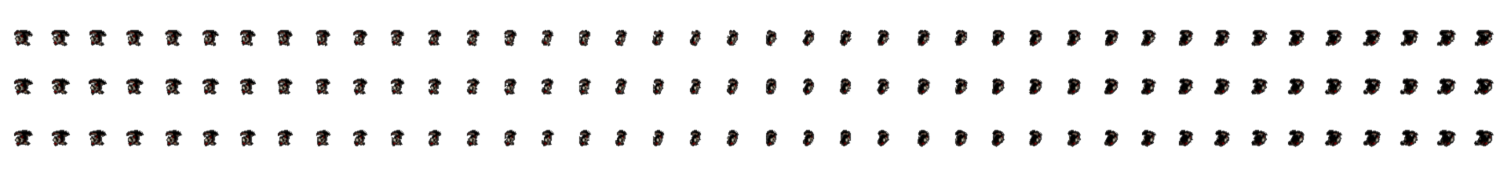
대체적으로 120명으로 구성하는 마니풀루스는 전투시에 40명이 3개의 열로 정열하였다.

폴리비우스는 기원전 2세기 중반에 처음으로 마니풀루스를 묘사했다. 마니풀루스 군단은 앞에서부터 벨리테스, 하스타티, 프린키페스, 트리아리이로 된 4개의 전열로 조직되었다. 이는 젊은 병사들은 앞쪽 전열로, 숙련된 병사들은 뒤쪽에 가깝게 배치된 것은 경험에 따라 나뉜 것이다. J. E. 렌던 (J. E. Lendon)이 제시한 이론에서는 이 순서가 초창기 젊은 병사들 사이에 개인의 영웅적 행동을 허가하는등의 용감함에 대한 로마의 문화에서 적용된 것이라 주장했다.:186–190
마니풀루스로 조직된 군단의 맨 앞에는 벨리테스들이 무리를 이루어, 전투가 시작시에 적들과 교전했다. 두번째, 세번째 부대는 보통 서로의 마니풀루스와 이웃한 마니풀루스 사이에 하나의 마니풀루스 만큼의 공간을 형성했다. 후퇴하는 벨리테스 부대들은 적들을 괴멸시키지 않은체 뒤로 후퇴할 수 있었다. 저항이 강한 하스타티가 로마의 전열로 밀려나게 되면 보다 숙련된 병사들인 프린키페스들의 교전이 주어진다. 프린키페스는 필요시에는 노련한 트리아리이에게 맡길 수 있었다. 교전 시에 마니풀루스는 팔랑크스 아주 유사했다.:180–181
사료들은 마니풀루스 관련 인원 수가 일치하지 않으며 아마도 전술적 이유로 그들이 상당히 달리했다. 일반적으로 받아들여지는 수는 대략 하스타티가 120명으로 이루어진 마니풀루스 10-20개, 프린키페스가 120명으로 이루어진 마니풀루스 10-20개, 트리아리이가 60명으로 이루어진 마니풀루스 10-20개이며, 총합 5,000-6,000명이다. 마니풀루스는 추가적으로 켄투리아의 두 배와 거의 일치했다.

## 훈련과 전투 대형
어떤 훈련도 너무 벌어지거나 좁아지거나 하는 것 없이 병사들이 아주 정확하게 그들의 정렬을 유지하는 것보다 전투에 있어서 더 필수적인 것은 없다. 병력들이 너무 뭉쳐있으면 싸울 수 없는게 당연하며, 서로에게 혼란을 줄 뿐이다. 만약 병력의 간격이 너무 벌어지거나 좁아지면, 적들에게 돌파당할 기회를 주게 된다. 언제든 이런 상황이 발생하면 그들은 후방에서 공격할 것이고, 전체의 무질서와 혼란은 피할 수 없다. 따라서 신병들은 끊임없이 현장에서 선발되어, 맨 먼저 “단일 정렬”을 형성해야만 한다. 그들은 반듯한 열로 정열하고 사람 사이에 거리를 균일하게 유지하는 법을 배워야한다. 그 다음으로 그들은 신속하고, 즉각적으로 그들의 종렬 지휘관들을 엄호해야만 하는 이중 정열을 하도록 지시받았다. 다음으로는, 그들은 다시 두 개로 나뉘어 4열 종대를 형성했다. 그리고 삼각형 또는 보통 쐐기라 불리는 배열은 실전에서 매우 유용하다. 잘 훈련된 부대라면 원형 또는 구체의 대열을 형성하는걸 배워야함이 틀림 없다. 적들에 의해 대형이 무너진 후, 이 대형을 만들어 군대 전체의 패주를 예방했다. 훈련에서 자주 연습된 이 기동 훈련은 실전에서도 쉽게 행해질 것이다.
— 베게티우스, 군사학 논고 1권 26